# Blühende Atacamawüste

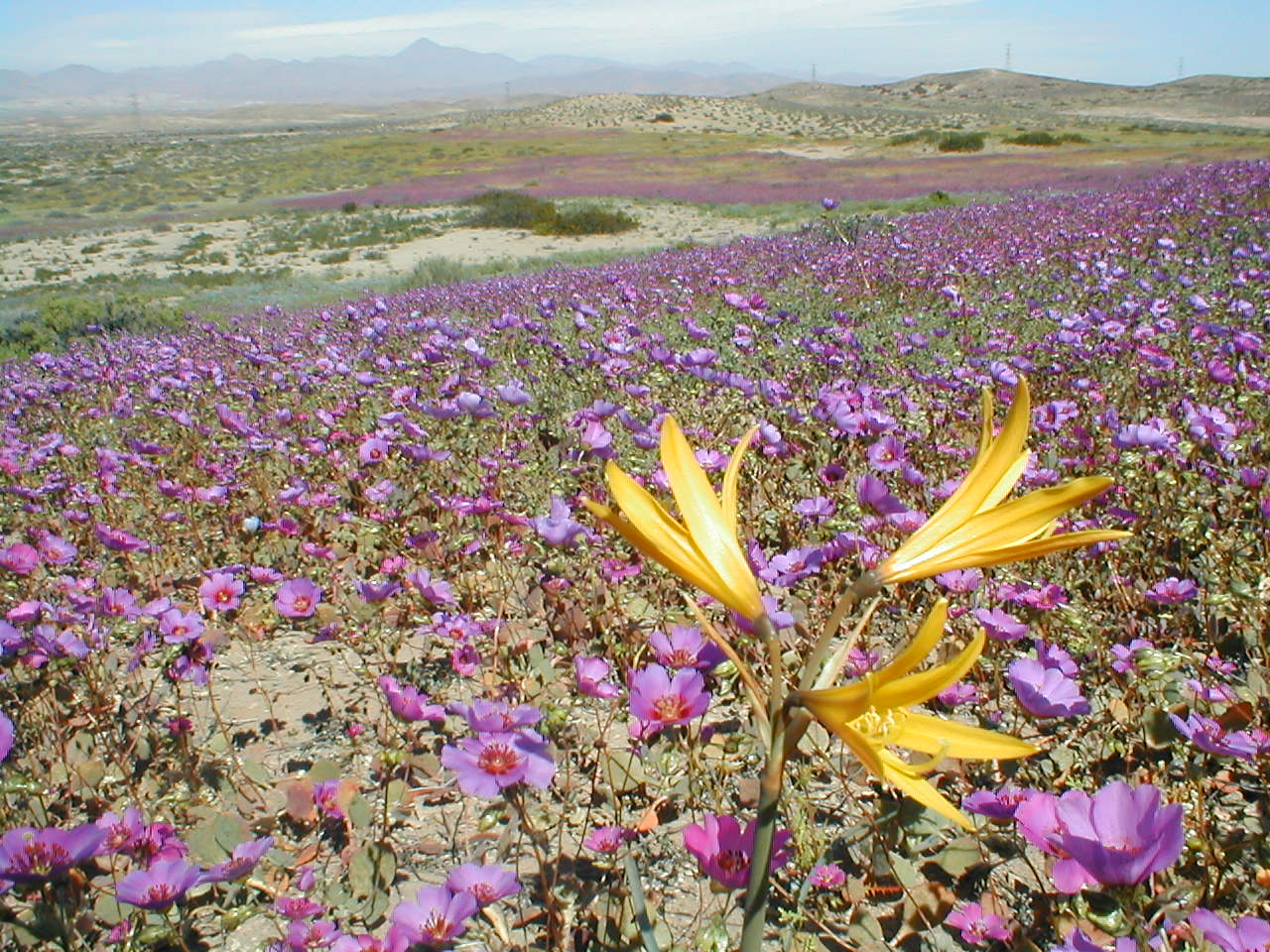
Die „Blühende Wüste“

Die Blühende Atacama-Wüste (spanisch desierto florido; auch „Blumenwüste“) ist ein klimatisches Phänomen, das in der Atacamawüste auftritt, und zwar hauptsächlich in der Región de Atacama in Chile.
Es besteht im Erscheinen einer Vielfalt von Blumen zwischen September und November in Jahren mit – für eine der trockensten Wüsten der Welt – außergewöhnlichen Niederschlägen.
Klimatisch hängt das Ereignis mit dem globalen Klimaphänomen El Niño zusammen, das eine Überhitzung der ufernahen Meeresströme bewirkt. Die Küstennebel (camanchacas), die sonst recht schnell verdunsten, enthalten dadurch ausreichend Feuchtigkeit, um über der Wüste abzuregnen.
Der Regen führt dazu, dass große Mengen an Samen und Knollen, die sich in einem Ruhestadium befinden, zu Beginn des Frühlings in der südlichen Hemisphäre zu keimen bzw. auszutreiben beginnen, begleitet von einer Vermehrung der Insekten, Vögel und kleinen Echsenarten.
So blühen innerhalb kurzer Zeit unzählige gelbe, blaue und violettfarbene Blumen und Kräuter und verwandeln die Wüste in ein Meer von Blüten. Das Ereignis breitet sich in seiner größten Farbenpracht in den Monaten September bis November vom Norden der Stadt Vallenar bis nördlich der Stadt Copiapó aus, sowohl in Küstennähe als auch im gebirgigen Landesinneren.
Die Pflanzen machen mehr als 200 Spezies aus, die Mehrzahl endemischer Art; sie existieren ausschließlich in dieser Region.  Je nachdem, ob es sich um eine Küsten- oder inländische Zone handelt, überwiegen andere Spezies und blühen unabhängig voneinander innerhalb der genannten Zeit. Folgende Spezies überwiegen:
- Bomarea ovallei – Löwentatze; spanisch: garra de león
- Cistanthe longiscapa – Guanako-Pfote; spanisch: pata de guanaco
- Rhodophiala bagnoldii – spanisch: añañuca amarilla

Aufgrund unterschiedlicher Umstände wie der Gegenwart zahlreicher Touristen, des illegalen Verkaufs dieser Spezies und der Veranstaltung von Autorennen in der Wüste haben jedoch während der letzten Jahre einige Umweltorganisationen die fortschreitende Zerstörung dieses Erbes angeprangert, weil diese Aktivitäten das regenerative Potenzial der existierenden Spezies einschränken. Um die Schäden in Grenzen zu halten, hat die chilenische Regierung eine Reihe von Verboten und Gebühren eingeführt und außerdem Informationskampagnen für die Bevölkerung und insbesondere für Touristen gestartet.